# Trullanische Synode

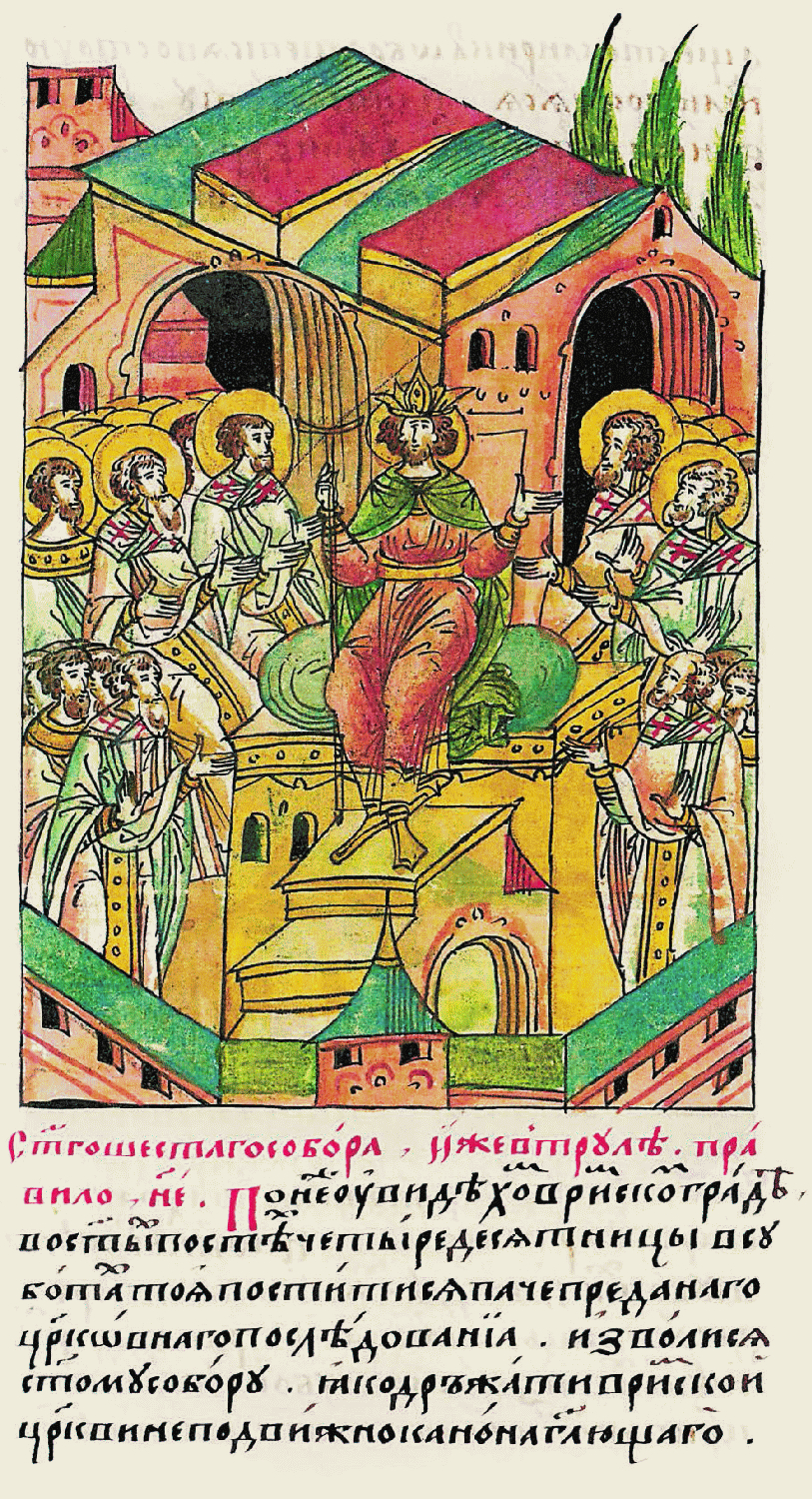
Das Trullanische Konzil (Miniatur aus einer Geschichtschronik des 16. Jahrhunderts)

Die (2.) Trullanische Synode (auch Concilium Trullanum, Quinisextum, in Trullo oder Penthekte) war eine im Jahr 691 oder 692 vom byzantinischen Kaiser Justinian II. einberufene Kirchenversammlung. Sie wird entweder nach dem Ort der Versammlung, dem Kuppelbau des Kaiserpalastes (gr. ὁ τροῦλλος), als „Trullanisches“ Konzil bezeichnet oder aufgrund ihrer engen Beziehung zum fünften und sechsten ökumenischen Konzil als „fünft-sechstes“ (gr. πενθέκτη, lat. quini-sextum) Konzil.
Teilweise wird sie in griechischen wie lateinischen Quellen auch als sechste Synode bezeichnet, d. h. als verspätete Sitzung des sechsten ökumenischen Konzils von 681. Auch die Bezeichnung als „zweites“ Trullanum bezieht sich auf dieses Konzil, da dieses am gleichen Ort getagt hatte.

## Ablauf und Beschlüsse
An der Versammlung nahmen 227 Bischöfe, die überwiegend aus dem Oströmischen Reich kamen, teil. Ihre 102 Kanones vor allem zur Kirchendisziplin ergänzten die Beschlüsse des Zweiten und Dritten Konzil von Konstantinopel, die diesen Themenbereich nicht abgedeckt hatten; dogmatische Fragen, etwa der lange umstrittenen Christologie, spielten auf dem Quinisextum keine besondere Rolle.
Geregelt wurde unter anderem:
1. die Frage des Zölibats und der Unauflöslichkeit der Ehe (Kanon 13 erlaubte ausdrücklich, dass verheiratete Männer Subdiakone, Diakone oder Priester werden; Priestern und Diakonen wurde untersagt, sich von ihren Ehefrauen zu trennen)
2. die Ehescheidung und Wiederheirat (zweite und – nach einer längeren Bußfrist – dritte Ehen sind als Zugeständnis an die menschliche Schwäche ausnahmsweise zulässig; vierte Ehen jedoch niemals)
3. das Verhältnis von Christen zu Juden (christlichen Geistlichen wurde untersagt, sich von jüdischen Ärzten behandeln zu lassen)
4. das Gebot an Bischöfe, die ihren Bischofssitz verlassen hatten, zurückzukehren (Residenzpflicht, das betraf vor allem den Nahen Osten und die arabische Eroberung)
5. das Simonieverbot
6. das Verbot für Kleriker, Theater oder Pferderennen zu besuchen
7. die Fastengebote (Kanon 55 verbot das Fasten an Samstagen und Sonntagen während der Fastenzeit; keine Messfeier an Werktagen der Fastenzeit)
8. der Rang der Patriarchatensitze (Kanon 36 nennt 1. das „alte Rom“, 2. Konstantinopel, 3. Alexandria, 4. Antiochia, 5. Jerusalem)
9. das Mindestalter für bestimmte Kirchenämter
10. das Noviziat, die Kleidung und Haartracht der Mönche
11. das Verbot von Doppelklöstern
12. das Verbot des Würfelspiels und der Wahrsagerei
13. das Verbot der symbolhaften Darstellung Christi als Lamm Gottes (er sollte vielmehr als Mensch dargestellt werden)
14. das Verbot der Abtreibung
15. das Verbot der Bräuche zu Ehren der antiken Götter, insbesondere Tänze und Bräuche zu Ehren des Dionysos bei der Weinlese und -kelter (Kanon 62)

## Bischofsliste
Die Liste mit 227 Unterschriften der Bischöfe (und des Kaisers) sind eine wichtige Quelle für die Struktur und Prosopographie der byzantinischen Kirche des 7. Jahrhunderts. Durch die Einfälle der Araber und Slawen und andere Zeitumstände waren viele Bischofssitze nicht besetzt. Fünf fehlende Unterschriften weisen auf eingeladene Bischöfe, die aber nicht persönlich am Konzil teilnahmen, insbesondere der gleich nach dem Kaiser genannte Bischof von Rom.

## Rezeption in Ost und West
Im ostkirchlichen Bereich galt und gilt diese Synode als Vollendung des Zweiten und Dritten Konzils von Konstantinopel. Sie hat die christlich-orthodoxe Praxis nachhaltiger geprägt als jedes andere Konzil. Das Zweite Konzil von Nicäa zählte es als „sechste Synode“ und bekräftigte alle Beschlüsse derselben.
Im lateinischen Westen hingegen waren die Beschlüsse der Synode umstritten, da sie Traditionen betrafen, die sich im Westen anders entwickelt hatten als in den Ostkirchen. Insbesondere die Kanones 13 und 55 erwähnen dabei ausdrücklich die römische Kirche. So kam es, dass dem Liber pontificalis zufolge zwar die päpstlichen Legaten die Beschlüsse unterschrieben, Papst Sergius I. diese aber abgelehnt und Konstantin I. sie nur unter Vorbehalt akzeptiert haben soll. Die Synode blieb im Westen jedenfalls längere Zeit umstritten.  Noch Beda Venerabilis verurteilte das Quinisextum als eine „irreführende Synode“ (erratica synodus). Das Zweite Konzil von Nicäa und später Papst Hadrian I. (JE 2449) zählten es hingegen als „sechste Synode“ und bekräftigte alle ihre Beschlüsse.
Die Beschlüsse des Quinisextums wurden in der lateinischen Kirche nur in bescheidenem Umfang rezipiert; die erste Sammlung, die entsprechende Kanones enthält, war die Ende des 11. Jahrhunderts kompilierte Tripartita, von der aus sie in das Decretum Gratiani gelangten. Das Quinisextum wird dabei als sechste Synode gezählt. Einige frühneuzeitlichen Ausgaben der ökumenischen Konzilien, z. B. die Binius’, behandelten die Versammlung nicht als eigenständiges Konzil bzw. betonten, dass es kein ökumenisches Konzil sei (Mansi). In den Ausgabe der Konzilsakten der ökumenischen Konzilien des 20. und 21. Jahrhunderts war das Quinisextum teils enthalten, teils nicht.

## Editionen und Übersetzungen
- Péricles-Pierre Joannou (Hrsg.): Discipline générale antique (IIe-IXe s.) 1,1: Les canons des conciles oecuméniques (IIe - IXe s.). Grottaferrata 1962 (archive.org). [Griechischer Text nach Beneschewitsch, lateinischer Text nach Gentien Hervet, mit französischer Übersetzung.]
- George Nedungatt, Michael Featherstone: The Canons of the Council in Trullo in Greek, Latin, and English. In: George Nedungatt, Michael Featherstone (Hrsg.): The Council in Trullo Revisited. Pontificio Istituto Orientale, Rom 1995, ISBN 88-7210-308-8, S. 41–186. [Griechischer Text weitgehend nach Joannou, lateinische Fassung an griechischen Text angepasst, mit englischer Übersetzung.]
- George Nedungatt, Silvano Agrestini: Concilium Trullanum (691–692). In: Giuseppe Alberigo et al. (Hrsg.): The Oecumenical Councils From Nicea I to Nicea II (325–787) (= Corpus Christianorum. Conciliorum oecumenicorum generaliumque decreta. Band 1). Brepols, Turnhout 2006, ISBN 978-2-503-52363-7, S. 219–293. [Griechischer und lateinischer Text weitgehend nach Nedungatt/Agrestini 1995.]
- Heinz Ohme (Hrsg.): Concilium Quinisextum / Das Konzil Quinisextum, griechisch-deutsch (= Fontes Christiani. Band 82). Brepols, Turnhout 2006, ISBN 978-2-503-52455-9. [Griechischer Text mit deutscher Übersetzung, Kommentar und ausführlicher Einleitung]
- Heinz Ohme: Concilium Constantinopolitanum a. 691/2 in Trullo habitum (Concilium Quinisextum) (= Acta conciliorum oecumenicorum. Series Secunda. III. Pars 4). De Gruyter, Berlin, Boston 2013, ISBN 978-3-11-030853-2, doi:10.1515/9783110308532. [Maßgebliche kritische Edition mit ausführlicher Einleitung zur Überlieferung und zur Rezeption.]
- Richard Price: The Canons of the Quinisext Council (691/2) (= Translated Texts for Historians. Band 74). Liverpool University Press, Liverpool 2020, ISBN 978-1-78962-236-2. [Einsprachige englische Ausgabe.]